# Hans-Ture Skoglund
Hans-Ture Skoglund, född 21 juni 1937 i Västerås, död 19 februari 1997, var en svensk jurist.
Skoglund blev juris kandidat vid Uppsala universitet 1961, genomförde tingstjänstgöring 1961–1963 och tjänstgjorde vid en advokatbyrå 1964–1965 innan han blev fiskal vid Svea hovrätt 1966. Han blev rådman vid Östersunds tingsrätt 1972 och var lagman i Svegs tingsrätt 1983–1990 och i Västerås tingsrätt 1990–1997.
Skoglund var son till ingenjör Ture Skoglund och hans maka Aina, född Pettersson. Han var från 1961 gift med rådman Karin, född Falk 1936.